# Ferrari 275

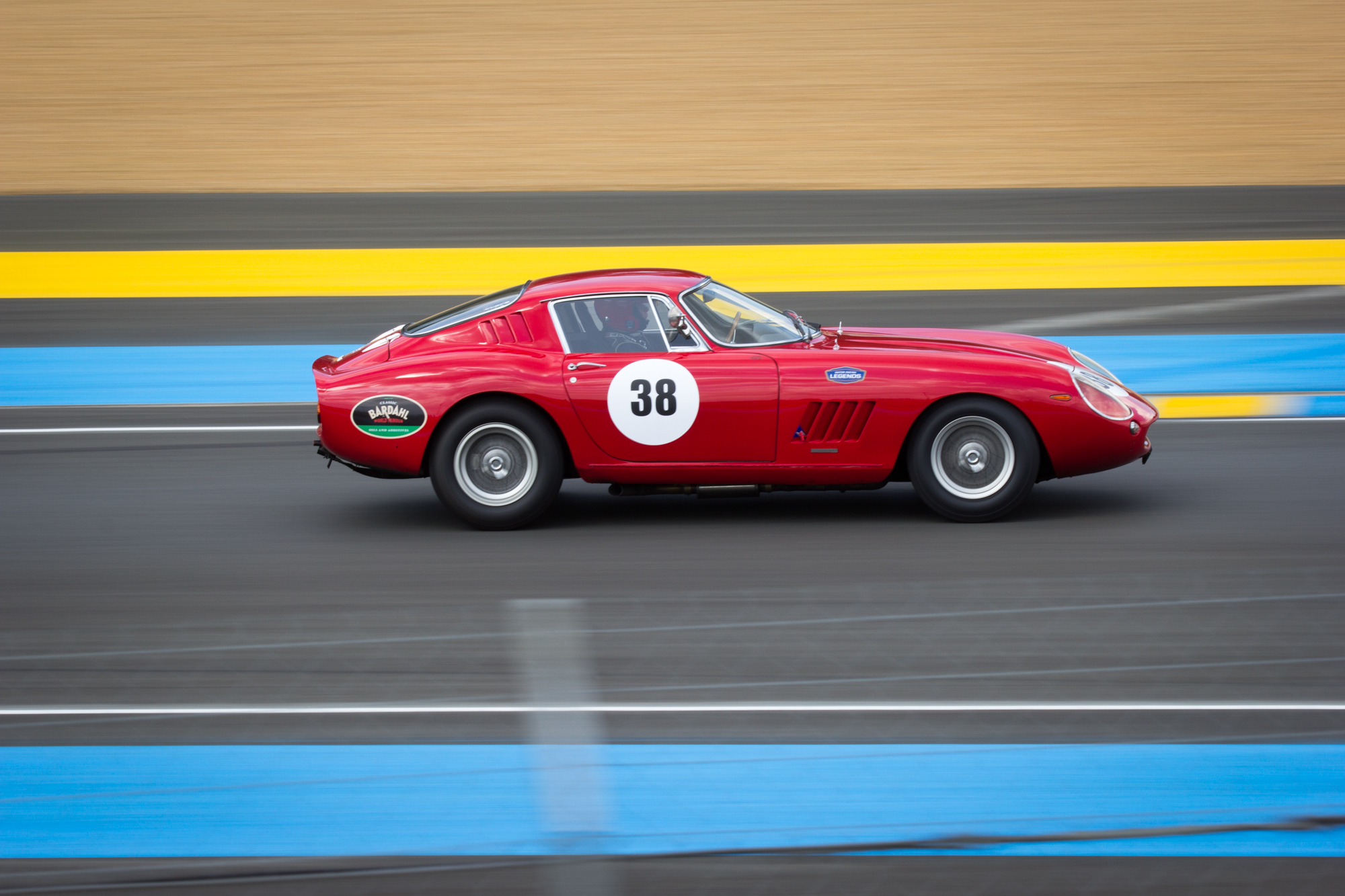
Een Ferrari 275 GTB uit 1966

De Ferrari 275 is een Gran Turismoauto die in de periode 1964 -1968 gebouwd werd door de Italiaanse autofabrikant Ferrari. Er werden zowel een coupéversie en later ook een roadster (275 GTS) gebouwd en deze werden ontworpen door Pininfarina. Een speciale versie, de 275 4S NART Spider, werd ontworpen door Scaglietti waarvan er slechts 10 zijn gebouwd.

## Galerij

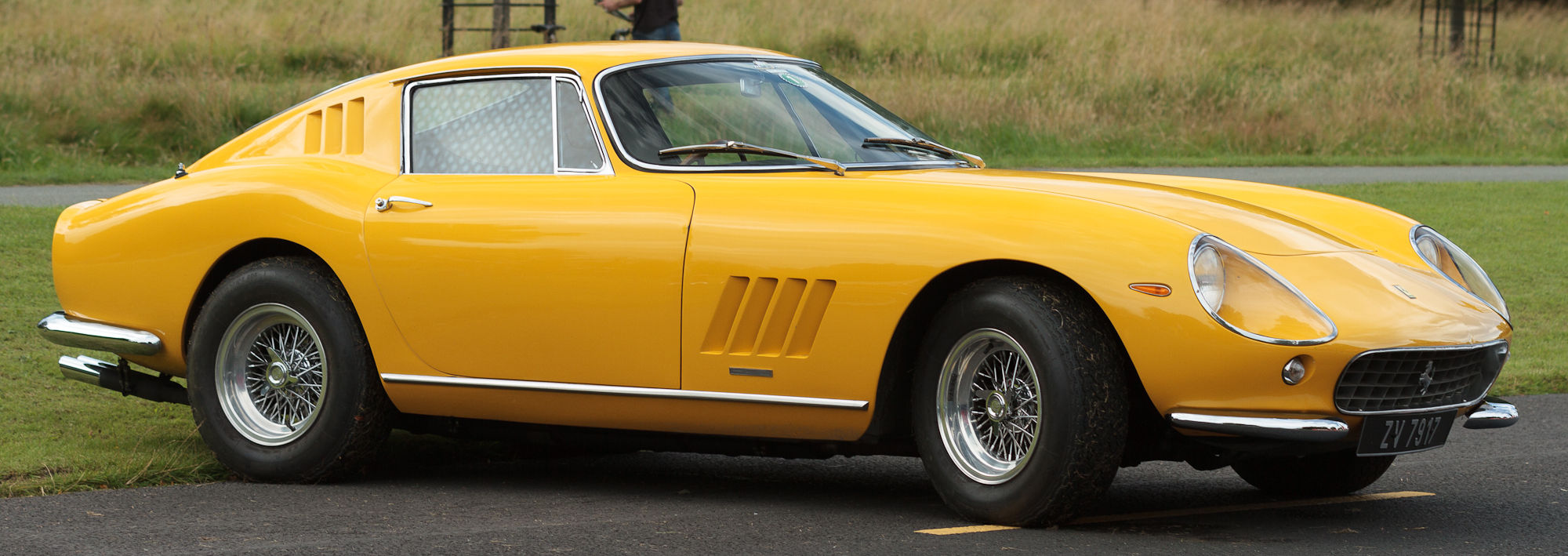
Een GTB type I
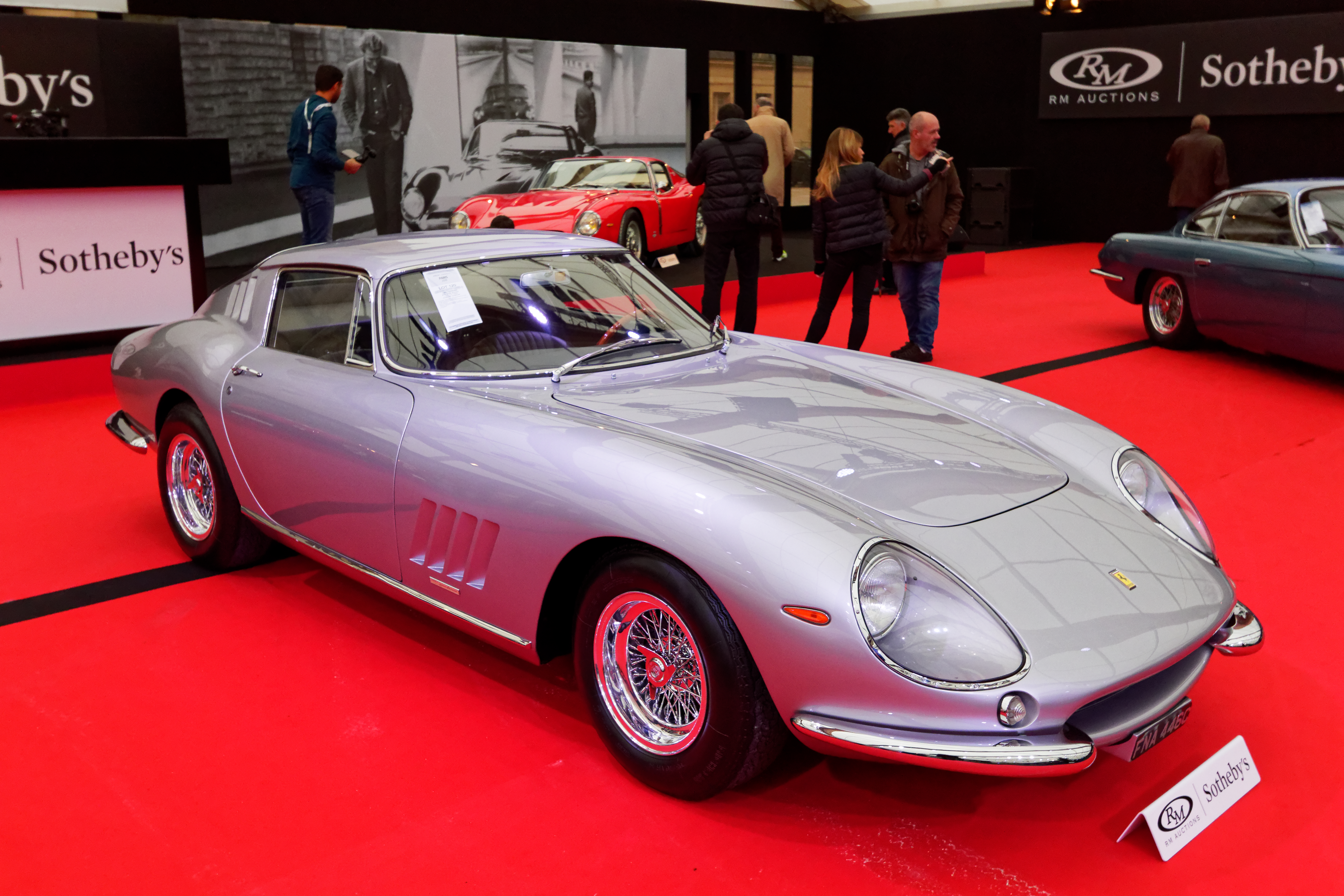
Een 275 GTB type II. De type II heeft een langere neus en een iets andere grille
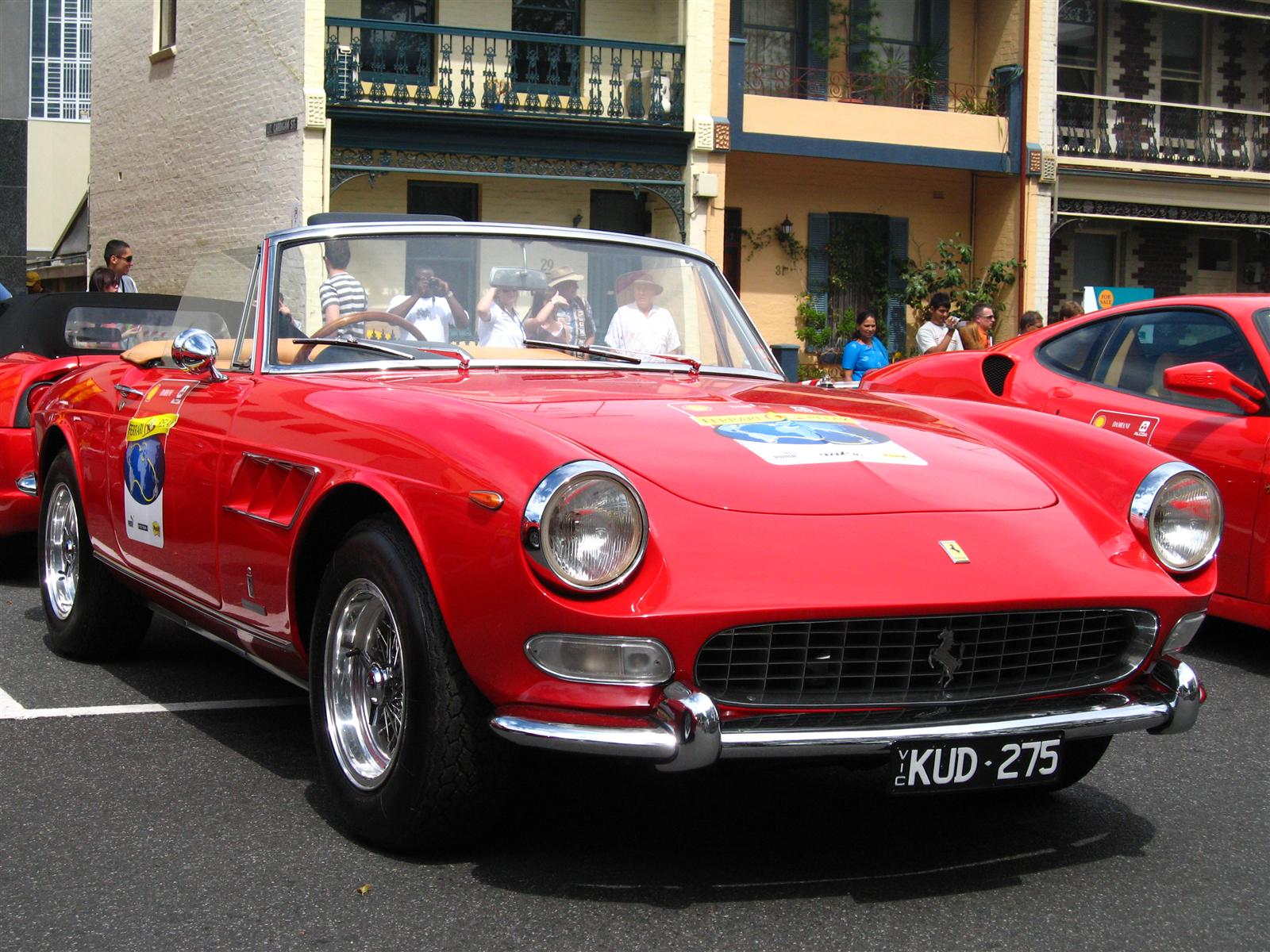
Een 275 GTS
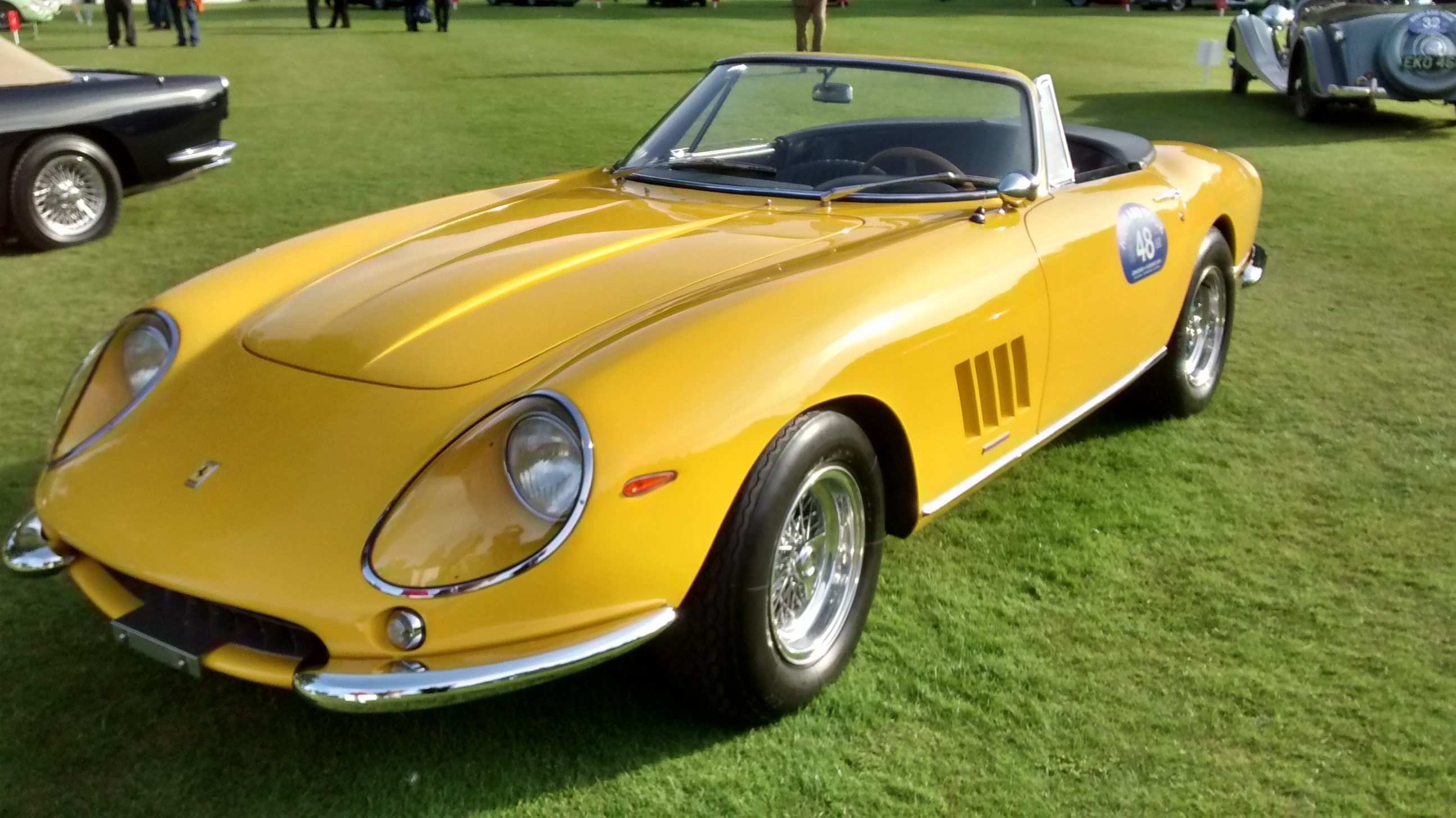
Een 275 4S NART Spider